# Koyote
Koyote (코요태) es un popular grupo surcoreano de música dance y hip hop integrado por Kim Jong Min, Shin Ji y Bbaek Ga. En sus comienzos estaba compuesto por Shin Ji, Cha Seung Min y Kim Goo. Como grupo son conocidos por sus pegadizas canciones dance/pop, las cuales se han convertido es su marca. En 2005, Koyote ganó el KBS daesang (대상) (el equivalente coreano al premio Grammy) por "Artista del año".

## Actuales integrantes

### Kim Jong Min
Kim Jong Min (김종민), nacido el 24 de septiembre de 1979, ha sido la voz masculina del grupo desde que se integró a este para el tercer álbum. En noviembre del 2007 empezó su servicio militar obligatorio.

### Shin Ji
Shin Ji (신지), nacida el 18 de noviembre de 1981, es la única integrante femenina del grupo, además de ser la única que ha estado en este desde su debut.

### Bbaek Ga
Bbaek Ga (빽가), nacido el 14 de mayo de 1981, se integró al grupo el año 2004 para el sexto álbum y ha estado en este desde entonces. Es el rapero del grupo.

## Antiguos integrantes

### Cha Seung Min
Cha Seung Min (차승민), nacido el 12 de junio de 1979, fue el vocalista masculino del grupo durante el primer y segundo álbum. El dejó el grupo debido a que partió a Estados Unidos por razones de estudio. Kim Jong Min lo reemplazó a partir del tercer álbum.

### Kim Goo
Kim Goo (김구), nacido el 2 de marzo de 1977, fue detenido el año 2002 por uso ilegal de MDMA (éxtasis). Durante este tiempo, Koyote hizo presentaciones como dúo hasta que fue reemplazado por Kim Young Wan.

### Kim Young Wan
Kim Young Wan (김영완), nacido el 17 de mayo de 1970, fue previemente miembro del grupo Cola.

### Jung Myung Hoon
Jung Myung Hoon (정명훈), nacido el 21 de febrero de 1982, reemplazo a Kim Young Wan en el quinto álbum. Fue previamente miembro de los grupos OPPA y PLT. El dejó el grupo para realizar su servicio militar obligatorio. Bbaek Ga lo reemplazó a partir del sexto álbum..

## Denuncia por plagio

### All About That Bass
La banda coreana denunció a la cantante Meghan Trainor por un supuesto caso de plagio en la canción All About That Bass, que supuesta habría plagiado su canción Happy Mode. Las notas son muy similares y los tiempos son iguales. la banda denunció a la cantante y a la disquera Epic Records por 100 millones de dólares. En noviembre de 2014, el vocalista Kim Jong Min anunció en un programa surcoreano que no fue necesario el dinero después de toda la fama que recibieron.

## Discografía

### Estudio
1. Koyote, 13 de enero de 1999
2. Disappointed Love, 1 de noviembre de 2000
3. Something In The Hospital, 2 de noviembre de 2000
4. We Believe We Are Heading For A Victory Once Again..., 15 de marzo de 2002
5. Bisang, 22 de mayo de 2003
6. Koyote 6, 26 de marzo de 2004
7. Rainbow, 28 de noviembre de 2004
8. Feel Up, 30 de agosto de 2005
9. London Koyote, 18 de septiembre de 2006

· TBA , ((2011))

### Recopilatorios
1. History, 30 de octubre de 2001
2. The Koyote in Ballad Special: Best Album 2000-2005, 28 de marzo de 2006
3. Dance Best and 9.5, 11 de octubre de 2007

## Filmografía

### Programas de variedades
| Año  | Programa             | Episodios | Notas                                        |
| ---- | -------------------- | --------- | -------------------------------------------- |
| 2017 | I Can See Your Voice | Ep. #3    | invitados - Kim Jong Min, Shin Ji y Bbaek Ga |